# Le Château-d'Almenêches
Le Château-d'Almenêches è un comune francese di 195 abitanti situato nel dipartimento dell'Orne nella regione della Normandia.

## Società

### Evoluzione demografica
Abitanti censiti